# Den blinda gudinnan
Den blinda gudinnan är en brittisk långfilm från 1959 baserad på A.J. Cronins bok.

## Roller
- Van Johnson - Paul Mathry
- Vera Miles - Lena Anderson
- Emlyn Williams - Enoch Oswald
- Bernard Lee - Patrick Mathry
- Jean Kent - Louise Burt
- Moultrie Kelsall - Inspektör Dale
- Leo McKern - McEvoy
- Ralph Truman - Sir Matthew Sprott
- Geoffrey Keen - Fängelsedirektör
- Jameson Clark - Swann
- Rosalie Crutchley - Ella Mathry
- Oliver Johnston - Prusty
- Joyce Heron - Dam Catherine Sprott
- Anthony Newlands - Dunn
- Vincent Winter - Paul Mathry, som pojke
- Henry Oscar - Ålderman Sharpe
- John Glyn-Jones - Detektiv
- Hope Jackman - Fru Hanley
- Michael Collins - Dekare Trevor
- Danny Green - Roach